# Bruinkeelfulvetta
De bruinkeelfulvetta (Fulvetta ludlowi; synoniem: Alcippe ludlowi ) is een zangvogel uit de familie Paradoxornithidae (diksnavelmezen). Deze vogel is genoemd naar de Engelse legerofficier en natuuronderzoeker Frank Ludlow (1885-1972).

## Verspreiding en leefgebied
Deze soort komt voor van zuidoostelijk Tibet tot noordwestelijk Myanmar.

## Status
De grootte van de populatie is niet gekwantificeerd maar de soort wordt omschreven als schaars tot plaatselijk vrij algemeen. Op de Rode lijst van de IUCN heeft deze soort de status niet bedreigd.